# Hafferia zeledoni
El hormiguero de Zeledón (en Colombia) u hormiguero inmaculado occidental (Hafferia zeledoni), es una especie de ave paseriforme perteneciente al género Hafferia de la familia Thamnophilidae. Anteriormente formaba parte del amplio género Myrmeciza, de donde fue separada recientemente, en 2013. Es nativa de América Central y del noroeste de América del Sur.

## Distribución y hábitat
Las dos subespecies se distribuyen desde el extremo sur de Nicaragua, por Costa Rica, hasta el oeste de Panamá; y desde el extremo oriental de Panamá, por la pendiente del Pacífico del oeste de Colombia y Ecuador. Ver detalles en Subespecies.
Esta especie es poco común en el denso sotobosque de selvas húmedas montanas bajas y de tierras bajas, entre 100 y 1700 m de altitud.

## Descripción
Mide entre 17 y 19 cm de longitud y pesa entre 39 y 55 g. Muy semejante a su congénere Hafferia immaculata, el pico es ligeramente más largo. Presenta dimorfismo sexual. Exhibe una extensa área de piel desnuda de color azul pálido delante del ojo y blanquecina por detrás. El macho es uniformemente negro lustroso con el blanco en el doblez del ala (hombro) mayor que immaculata, generalmente difícil de ver. La hembra es uniformemente de color pardo obscuro, con la face y lo alto de la garganta negruzcos y la corona más obscura y apagada que immaculata; la cola es negruzca.

## Estado de conservación
El hormiguero de Zeledón ha sido calificado como «preocupación menor» por la Unión Internacional para la Conservación de la Naturaleza (IUCN), a pesar de la sospecha de que su población, todavía no cuantificada, esté en decadencia debido a la continua pérdida de hábitat dentro de su zona.

## Comportamiento
Tienen como costumbre bajar la cola para después levantarla lentamente hasta la horizontal o ligeramente arriba. Forrajean en el suelo, hurgando en los substratos bajos del bosque, principalmente dentro de 1 a 2 m de altura. Siguen regularmente regueros de hormigas guerreras, cuando hay disponibles, pero generalmente forrajean en parejas.

### Alimentación
Su dieta consiste de varios tipos de artrópodos; también de pequeños lagartos y ranas. Los registros de presas en Costa Rica y Panamá incluyen saltamontes (Acrididae).

### Vocalización
El canto se diferencia del de immaculata por ser de ritmo más rápido con notas más cortas.

## Sistemática

### Descripción original
La especie H. zeledoni fue descrita por primera vez por el ornitólogo estadounidense Robert Ridgway en 1909 bajo el nombre científico Myrmeciza zeledoni; localidad tipo «Guayabo, Costa Rica.»

### Etimología
El nombre genérico «Hafferia» homenajea al ornitólogo alemán Jürgen Haffer (1932-2010); y el nombre de la especie «zeledoni», homenajea al naturalista costarriqueño José Castulo Zeledón (1846-1923).

### Taxonomía
La presente especie era considerada conespecífica con Hafferia immaculata, y era tratada como la subespecie Myrmeciza immaculata zeledoni, pero fue elevada al rango de especie siguiendo a Donegan (2012), con base en diferencias diagnosticables de vocalización y de características del plumaje tanto de machos como de hembras. La elevación a especie fue aprobada en la Propuesta N° 541 al Comité de Clasificación de Sudamérica de la Unión americana de ornitólogos (SACC).
Hasta recientemente (2013), la presente especie estaba incluida en el amplio género Myrmeciza. La historia del este género se caracteriza por décadas de controversias e incertezas. Autores más recientes expresaron dudas consistentes en relación con la monofilia del grupo, pero no había ninguna revisión disponible que realmente probase la monofilia del grupo.
El estudio de Isler et al. 2013 presentó resultados de filogenia molecular de un denso conjunto de taxones de la familia Thamnophilidae (218 de 224 especies). Estos datos suministraron un fuerte soporte a la tesis de que Myrmeciza no era monofilético. También se compararon las características morfológicas, comportamentales y ecológicas de las especies de Myrmeciza con sus parientes próximos dentro de cada tribu, con el objetivo de determinar los límites genéricos.
Como resultado de estos análisis, la entonces especie Myrmeciza zeledoni, junto a Hafferia immaculata y H. fortis, fueron separadas en un nuevo género descrito Hafferia, incluido en un gran clado longipes, dentro de una tribu Pyriglenini. En la Propuesta N° 628 al (SACC), se aprobó este cambio, junto a todos los otros envolviendo el género Myrmeciza.
Los cambios fueron adoptados por la clasificación Clements checklist v.2016, mientras el Congreso Ornitológico Internacional (IOC 2017, versión 7.2), todavía no ha adoptado estos profundos cambios taxonómicos.

### Subespecies
Según la clasificación Clements Checklist v.2016, se reconocen 2 subespecies, con su correspondiente distribución geográfica:
- Hafferia zeledoni zeledoni (Ridgway, 1909) – desde el extremo sur de Nicaragua (San Juan) hacia el sur hasta el oeste de Panamá (Bocas del Toro, Chiriquí, Coclé, Veraguas).
- Hafferia zeledoni berlepschi (Ridgway, 1909) – este de Panamá (este de Darién), pendiente del Pacífico en Colombia y oeste de Ecuador (hacia el sur hasta el oeste de Loja).

La subespecie berlepschi era listada previamente como macrorhyncha, antes de que Myrmeciza berlepschi (que tenía prioridad) fuera tratada como Sipia berlepschi.